# إنجي ريان
إنجي ريان (بالنرويجية البوكمول: Inge Ryan)‏ هو سياسي نرويجي، ولد في 15 أغسطس 1956 في النرويج. حزبياً، نشط في الحزب الاشتراكي اليساري. وقد انتخب عضو برلمان النرويج ‏.